# Carmina Verdú Ferrer
Carmina Verdú Ferrer (València, 9 d'abril de 1983) és una exgimnasta rítmica valenciana que va ser component de la selecció nacional de gimnàstica rítmica d'Espanya en modalitat individual i de conjunts, arribant a participar amb el conjunt espanyol en els Jocs Olímpics de Sydney 2000 (10è lloc). Amb el Club Atlètic Montemar va ser campiona d'Espanya sènior individual (1998) i campiona de la Copa d'Espanya (1999), a més d'assolir altres medalles.

## Biografia esportiva

### Inicis
Es va iniciar en la gimnàstica rítmica ingressant al Club Atlètic Montemar d'Alacant. Cap el 1996 va ser seleccionada per al conjunt júnior espanyol. Amb el mateix, va ser aquest any 5è en el torneig internacional de Thiais i va acabar en el lloc 15è en el Campionat d'Europa celebrat a Asker/Oslo. Aquell conjunt júnior estava integrat per Carmina, Marta Calamonte, Ana del Toro, Carolina Malchair, Carolina Montes, Beatriz Nogales i, com a suplents, Blanca López Belda i Tania Pacheco.
El 1998 va assolir ser campiona d'Espanya en categoria sènior en el Campionat d'Espanya Individual celebrat a Reus. Tot i que per llavors encara no entrenava a la concentració de l'equip nacional, al juliol de 1998 va participar representant a Espanya en els Jocs Mundials de la Joventut a Moscou, sent 23a en categoria sènior individual. A finals de 1998 va ser campiona d'Espanya de conjunts a 1a categoria amb el Club Atlètic Montemar a Saragossa. Al començament de juny de 1999 va assolir ser subcampiona d'Espanya en 1a categoria, obtenint també la plata en corda i l'or tant en cèrcol com en cinta el Campionat d'Espanya Individual celebrat a Leganés. El 20 de juny, Verdú es va proclamar campiona de la Copa d'Espanya de gimnàstica rítmica a Villena (Alacant).

### Etapa en la selecció nacional

#### 2000: Jocs Olímpics de Sydney
El 2000 va ingressar en el conjunt sènior de la selecció nacional de gimnàstica rítmica d'Espanya, entrenant des de llavors en el Centre d'Alt Rendiment de Madrid. Des de 1999, Nancy Usero era seleccionadora i entrenadora del conjunt. Nancy comptava amb Dalia Kutkaite com a assistent i entrenadora del conjunt júnior. Per a l'any olímpic, el combinat espanyol va compondre nous muntatges tant per a l'exercici de 3 cintes i 2 cèrcols (amb música de Los Activos i Vicente Amigo), com per al de 10 maces (amb una barreja de cançons de The Corrs i Loreena McKennitt). En tots dos Carmina seria gimnasta titular. Del 2 a l'11 de gener es van concentrar al Centre d'Alt Rendiment per a entrenament en alçada del CSD a Sierra Nevada (Granada) En els tornejos internacionals d'inici de temporada van assolir bons resultats, com la plata a la general, l'or en maces i la plata en el mixt a Madeira; el bronze a la general, el 8è lloc en maces i la plata en el mixt a Thiais; la plata a Calamata i novament una plata a Màlaga.
Al setembre de 2000 van tenir lloc els Jocs Olímpics de Sydney. El conjunt espanyol, integrat per Carmina, Igone Arribas, Marta Calamonte, Lorena Guréndez, Carolina Malchair i Beatriz Nogales, tenia l'oportunitat de revalidar la medalla d'or conquerida quatre anys enrere a Atlanta en la mateixa competició. No obstant això, una sèrie d'errors en l'execució dels dos exercicis, com un nus a una cinta i dues caigudes de maces, va provocar que el combinat espanyol se situés en la desena i última posició en la fase de classificació, de manera que no va poder participar en la final.

### Retirada de la gimnàstica
Carmina es va retirar a finals de l'any 2000, després de disputar els Jocs Olímpics de Sydney. Posteriorment es va llicenciar en Dret i ADE a la Universitat Francisco de Vitòria a Pozuelo de Alarcón, va fer un postgrau en fiscalitat empresarial a la Universitat Pontifícia de Comillas de 2008 a 2009, i va treballar com a assessora fiscal a Ernst & Young de 2008 a 2010. De 2010 a 2014 va ser assessora jurídic-fiscal al despatx Equip Econòmic i el 2013 va cursar l'Executive MBA d'IESE Business School. De 2014 a 2016 va treballar en l'àrea corporativa de la societat patrimonial Helibética, i des 2016 treballa com management staff a Gas Natural Fenosa.
El 25 de novembre de 2017, Carmina va assistir a l'homenatge a les 9 gimnastes olímpiques del País Valencià, organitzat per la Federació Valenciana de Gimnàstica durant la Fase Final del Circuit Iberdrola de Gimnàstica Rítmica al Pavelló Pedro Ferrándiz d'Alacant. Hi van assistir Carmina, Maisa Lloret, Carolina Pascual, Marta Baldó, Marta Linares, Isabel Pagán, Alejandra Quereda i Elena López, amb l'absència d'Estela Giménez, que no va poder acudir a l'acte. També va ser homenatjada en el mateix l'entrenadora Rosa Menor, exseleccionadora nacional de gimnàstica rítmica. A totes elles se'ls va fer entrega d'un ram, un plat condecorat de l'Ajuntament d'Alacant i un collaret d'or amb les anelles olímpiques.

## Equipaments
| Període      | Proveïdor |
| ------------ | --------- |
| 1996 - 2000  | Arena     |
| 2000 (JJ.OO) | Fumarel   |

## Música dels exercicis
| Any  | Aparells             | Música |
| ---- | -------------------- | --- |
| 1999 | cèrcol               | «O Fortuna», inclosa en la cantata Carmina Burana de Carl Orff.                                                                  |
| 2000 | 10 maces             | Barreja de cançons de The Corrs i Loreena McKennitt, amb els temes «Toss the Feathers», «Irish Music», «Someday» i «Erin Shore». |
| 2000 | 3 cintes i 2 cèrcols | Barreja de cançons de Los Activos i Vicente Amigo, amb els temes «Mestizo», «Poeta en el viento» i «Flor de la noche».           |

## Palmarès esportiu

### A nivell de club
| 1998 - Campionat d'Espanya Individual a Reus Or en concurs general (categoria sènior) - Campionat d'Espanya de Conjunts a Saragossa Or en concurs general (1a categoria) 1999 - Campionat d'Espanya Individual a Leganés Plata en concurs general (1a categoria) Plata en corda Or en cèrcol Oro en cinta - Copa d'Espanya a Villena Or en concurs general |

### Selecció espanyola
| 1996 - Torneig Internacional de Thiais 5è lloc en final (6 pilotes) - Campionat d'Europa d'Asker/Oslo 15è lloc en preliminars (6 pilotes) 1998 - Jocs Mundials de la Joventut de Moscou 23è lloc en concurs general 2000 - Madeira Cup Plata en concurs general Or en 10 maces Plata en 3 cintes i 2 cèrcols | 2000 (continuació) - Thiais Bronze en concurs general 8è lloc en 10 maces Plata en 3 cintes i 2 cércols - Kalamata Cup Plata en concurs general - Màlaga International Plata en concurs general - Jocs Olímpics de Sydney 2000 10è lloc en qualificació |

## Premis, reconeixements i distincions
- Lliurament d'un collaret d'or amb les anelles olímpiques i un plat condecorat de l'Ajuntament d'Alacant en l'homenatge a les 9 gimnastes olímpiques del País Valencià, organitzat per la Federació Valenciana de Gimnàstica el 25 de novembre de 2017 durant la Fase Final del Circuit Iberdrola de Gimnàstica Rítmica al Pavelló Pedro Ferrándiz d'Alacant.[9]

## Programes de televisió
| Programes de televisió | Programes de televisió | Programes de televisió | Programes de televisió |
| Any                    | Títol                  | Cadena                 | Notes                  |
| ---------------------- | ---------------------- | ---------------------- | ---------------------- |
| 1999                   | Escuela del deporte    | La 2 de TVE            | Aparició al reportatge |